# Roberto Dias Correia Filho
Roberto Dias Correia Filho (San Paolo, 8 agosto 1988) è un calciatore brasiliano, difensore svincolato.